# Maryan Borkowski
Pour les articles homonymes, voir Borkowski.
Maryan Borkowski, né le 27 avril 1925 à Sosnowiec, est un footballeur franco-polonais.

## Biographie
Il fait ses débuts professionnels au FC Metz avant de rejoindre le RC Strasbourg puis le SCO Angers où il évolue trois ans. Il termine ensuite sa carrière au RC Strasbourg avant de rejoindre les rangs amateurs où il devient entraîneur-joueur de l'AS Cherbourg, du FC Gueugnon, du FC Porrentruy et du FC Mulhouse et du FC Saint-Louis.

## Palmarès
- Vice-champion de France de division 2 en 1951 avec le FC Metz.
- Finaliste de la coupe d'Alsace en 1967 avec le FC Mulhouse[1].

## Statistiques
Maryan Borkowski a disputé 106 matchs en Division 1 et 78 matchs en Division 2.